# Sheri Moon Zombie
Sheri Moon Zombie (* 26. September 1970 in San José, Kalifornien als Sheri Lyn Skurkis), auch bekannt als „Kitty Sheri Moon“, „Kitty Moon“ oder „Sheri Zombie“, ist eine US-amerikanische Tänzerin, Model und Schauspielerin.

## Karriere
Sheri Moon Zombie hat als Model, Tänzerin und Choreografin gearbeitet. Bekannt geworden ist sie durch Auftritte in den Musikvideos des Industrial-Metal-Musikers und Filmemachers Rob Zombie, mit dem sie seit 2002 verheiratet ist. Zu nennen ist besonders die Hauptrolle in dem 20-minütigen Video zu Living Dead Girl. Des Weiteren war sie 1999 auf dem Cover von Rob Zombies CD American Made Music to Strip By zu sehen.
Ihr Filmdebüt gab sie 2003 in Rob Zombies Film Haus der 1000 Leichen als Baby Firefly. Des Weiteren spielte sie in The Devil’s Rejects, der Fortsetzung von Haus der 1000 Leichen, in El Superbeasto, im Halloween-Remake und dessen Fortsetzung mit. 2011 produzierte sie den Horror-Kurzfilm Total Skull Halloween von Josh Hasty und nutzte diesen, um ihr Mode-Label Total Skull zu promoten.

## Filmografie
- 2003: Haus der 1000 Leichen (House of 1000 Corpses)
- 2004: Toolbox Murders
- 2005: The Devil’s Rejects
- 2007: Werewolf Women of the SS
- 2007: Halloween
- 2009: Halloween II
- 2009: El Superbeasto
- 2013: Lords of Salem
- 2016: 31
- 2019: 3 from Hell
- 2022: The Munsters